# Andrés Guardado
José Andrés Guardado Hernández (Guadalajara, 28 settembre 1986) è un calciatore messicano, centrocampista del León.
È, con 182 partite giocate, il primatista di presenze nelle nazionali maggiori della CONCACAF. Detiene il record di 5 partecipazioni ai campionati del mondo (2006, 2010, 2014, 2018, 2022), primato condiviso con Antonio Carbajal, Lothar Matthäus, Gianluigi Buffon, Rafael Márquez, Guillermo Ochoa, Lionel Messi e Cristiano Ronaldo.

## Carriera

### Club
Gioca le prime partite da professionista nell'Atlas, dove gioca 64 partite e segna 7 gol.
Nel 2007 passa al Deportivo La Coruña, guidato da Miguel Ángel Lotina.
Il 28 maggio 2012 firma un contratto col Valencia, valido per quattro anni.
Il debutto ufficiale avviene il 19 agosto, nel pareggio esterno contro il Real Madrid. Durante la sua prima stagione viene chiamato a sostituire l'infortunato Jérémy Mathieu, giocando quindi spesso in difesa. Mette a segno il primo gol con la maglia del Valencia il 12 maggio 2013, contribuendo al 4-0 interno contro il Rayo Vallecano.
Il 26 agosto 2014 il PSV ha ufficializzato il suo arrivo con la formula del prestito per una stagione dal Valencia. Il 27 marzo 2015 viene riscattato dal club olandese con cui vince il campionato.
Il 7 luglio 2017 passa a titolo definitivo al Betis, con cui firma un triennale.
Il 18 gennaio 2024 rescinde il proprio contratto con il club iberico.

### Nazionale
Convocato per la Coppa del mondo 2014, va a segno nella terza partita del girone eliminatorio, vinta 3-1 contro la Croazia, mettendo a segno il secondo gol messicano. Viene poi convocato anche per la Copa América Centenario negli Stati Uniti.
L'8 luglio 2019, in virtù della vittoria contro i padroni di casa degli Stati Uniti al Soldier Field di Chicago (1-0), alza al cielo - per la prima volta da capitano - la sua terza Gold Cup consecutiva.
Il 16 maggio 2023 annuncia il ritiro dalla nazionale.  Tuttavia il 16 ottobre 2024 torna a giocare con il Messico in un'amichevole contro gli Stati Uniti, vinta 2-0 allo Stadio Akron della sua città natale Guadalajara, partita durante la quale viene sostituito nel corso del primo tempo per tributargli una standing ovation. Il match rappresenta l'ultima presenza dell'ormai trentottenne in nazionale, che conclude la sua esprienza dopo 182 presenze (recordman) e 28 reti segnate.

## Statistiche

### Presenze e reti nei club
Statistiche aggiornate al 26 giugno 2023.
| Stagione         | Squadra             | Campionato       | Campionato | Campionato | Coppe nazionali | Coppe nazionali | Coppe nazionali | Coppe continentali | Coppe continentali | Coppe continentali | Altre coppe | Altre coppe | Altre coppe | Totale | Totale |
| Stagione         | Squadra             | Comp             | Pres       | Reti       | Comp            | Pres            | Reti            | Comp               | Pres               | Reti               | Comp        | Pres        | Reti        | Pres   | Reti   |
| ---------------- | ------------------- | ---------------- | ---------- | ---------- | --------------- | --------------- | --------------- | ------------------ | ------------------ | ------------------ | ----------- | ----------- | ----------- | ------ | ------ |
| 2005-2006        | Atlas               | PD               | 26         | 1          | -               | -               | -               | -                  | -                  | -                  | -           | -           | -           | 26     | 1      |
| 2006-2007        | Atlas               | PD               | 32+4       | 3+2        | -               | -               | -               | -                  | -                  | -                  | -           | -           | -           | 36     | 5      |
| Totale Atlas     | Totale Atlas        | Totale Atlas     | 58+4       | 4+2        |                 | -               | -               |                    | -                  | -                  |             | -           | -           | 62     | 6      |
| 2007-2008        | Deportivo La Coruña | PD               | 26         | 5          | CR              | 1               | 0               | -                  | -                  | -                  | -           | -           | -           | 27     | 5      |
| 2008-2009        | Deportivo La Coruña | PD               | 29         | 2          | CR              | 1               | 0               | CU                 | 8                  | 1                  | -           | -           | -           | 38     | 3      |
| 2009-2010        | Deportivo La Coruña | PD               | 26         | 3          | CR              | 1               | 1               | -                  | -                  | -                  | -           | -           | -           | 27     | 4      |
| 2010-2011        | Deportivo La Coruña | PD               | 20         | 2          | CR              | 0               | 0               | -                  | -                  | -                  | -           | -           | -           | 20     | 2      |
| 2011-2012        | Deportivo La Coruña | SD               | 36         | 11         | CR              | 1               | 0               | -                  | -                  | -                  | -           | -           | -           | 37     | 11     |
| Totale Deportivo | Totale Deportivo    | Totale Deportivo | 137        | 23         |                 | 4               | 1               |                    | 8                  | 1                  |             | -           | -           | 149    | 25     |
| 2012-2013        | Valencia            | PD               | 32         | 1          | CR              | 5               | 0               | UCL                | 7                  | 0                  | -           | -           | -           | 44     | 1      |
| 2013-gen. 2014   | Valencia            | PD               | 16         | 0          | CR              | 3               | 0               | UEL                | 3                  | 0                  | -           | -           | -           | 22     | 0      |
| Totale Valencia  | Totale Valencia     | Totale Valencia  | 48         | 1          |                 | 8               | 0               |                    | 10                 | 0                  |             | -           | -           | 66     | 1      |
| gen.-giu. 2014   | Bayer Leverkusen    | BL               | 4          | 0          | CG              | 1               | 0               | UCL                | 2                  | 0                  | -           | -           | -           | 7      | 0      |
| 2014-2015        | PSV                 | ED               | 28         | 1          | CO              | 1               | 0               | UEL                | 6                  | 0                  | -           | -           | -           | 35     | 1      |
| 2015-2016        | PSV                 | ED               | 25         | 1          | CO              | 1               | 0               | UCL                | 7                  | 0                  | SO          | 1           | 0           | 34     | 1      |
| 2016-2017        | PSV                 | ED               | 27         | 2          | CO              | 1               | 0               | UCL                | 4                  | 0                  | SO          | 1           | 0           | 33     | 2      |
| Totale PSV       | Totale PSV          | Totale PSV       | 80         | 4          |                 | 3               | 0               |                    | 17                 | 0                  |             | 2           | 0           | 102    | 4      |
| 2017-2018        | Betis               | PD               | 29         | 2          | CR              | 1               | 0               | -                  | -                  | -                  | -           | -           | -           | 30     | 2      |
| 2018-2019        | Betis               | PD               | 31         | 0          | CR              | 6               | 0               | UEL                | 5                  | 0                  | -           | -           | -           | 42     | 0      |
| 2019-2020        | Betis               | PD               | 28         | 0          | CR              | 2               | 0               | -                  | -                  | -                  | -           | -           | -           | 30     | 0      |
| 2020-2021        | Betis               | PD               | 24         | 1          | CR              | 3               | 0               | -                  | -                  | -                  | -           | -           | -           | 27     | 1      |
| 2021-2022        | Betis               | PD               | 28         | 0          | CR              | 3               | 0               | UEL                | 5                  | 1                  | -           | -           | -           | 36     | 1      |
| 2022-2023        | Betis               | PD               | 26         | 1          | CR              | 0               | 0               | UEL                | 7                  | 0                  | SS          | 1           | 0           | 34     | 1      |
| Totale Betis     | Totale Betis        | Totale Betis     | 166        | 4          |                 | 15              | 0               |                    | 17                 | 1                  |             | 1           | 0           | 199    | 5      |
| Totale carriera  | Totale carriera     | Totale carriera  | 497        | 38         |                 | 32              | 1               |                    | 54                 | 2                  |             | 3           | 0           | 585    | 41     |

### Cronologia presenze e reti in nazionale
| Cronologia completa delle presenze e delle reti in nazionale ― Messico | Cronologia completa delle presenze e delle reti in nazionale ― Messico | Cronologia completa delle presenze e delle reti in nazionale ― Messico | Cronologia completa delle presenze e delle reti in nazionale ― Messico | Cronologia completa delle presenze e delle reti in nazionale ― Messico | Cronologia completa delle presenze e delle reti in nazionale ― Messico | Cronologia completa delle presenze e delle reti in nazionale ― Messico | Cronologia completa delle presenze e delle reti in nazionale ― Messico |
| Data                                                                   | Città                                                                  | In casa                                                                | Risultato                                                              | Ospiti                                                                 | Competizione                                                           | Reti                                                                   | Note                                                                   |
| ---------------------------------------------------------------------- | ---------------------------------------------------------------------- | ---------------------------------------------------------------------- | ---------------------------------------------------------------------- | ---------------------------------------------------------------------- | ---------------------------------------------------------------------- | ---------------------------------------------------------------------- | ---------------------------------------------------------------------- |
| 14-12-2005                                                             | Phoenix                                                                | Messico                                                                | 2 – 0                                                                  | Ungheria                                                               | Amichevole                                                             | -                                                                      | 69’                                                                    |
| 25-1-2006                                                              | San Francisco                                                          | Messico                                                                | 2 – 1                                                                  | Norvegia                                                               | Amichevole                                                             | -                                                                      | 63’                                                                    |
| 15-2-2006                                                              | Los Angeles                                                            | Corea del Sud                                                          | 1 – 0                                                                  | Messico                                                                | Amichevole                                                             | -                                                                      | 46’                                                                    |
| 1-3-2006                                                               | Frisco                                                                 | Ghana                                                                  | 0 – 1                                                                  | Messico                                                                | Amichevole                                                             | -                                                                      | 46’                                                                    |
| 29-3-2006                                                              | Chicago                                                                | Messico                                                                | 2 – 1                                                                  | Paraguay                                                               | Amichevole                                                             | -                                                                      |                                                                        |
| 5-5-2006                                                               | Pasadena                                                               | Messico                                                                | 1 – 0                                                                  | Venezuela                                                              | Amichevole                                                             | -                                                                      | 46’                                                                    |
| 12-5-2006                                                              | Città del Messico                                                      | Messico                                                                | 2 – 1                                                                  | RD del Congo                                                           | Amichevole                                                             | -                                                                      |                                                                        |
| 24-6-2006                                                              | Lipsia                                                                 | Argentina                                                              | 2 – 1 dts                                                              | Messico                                                                | Mondiali 2006 - Ottavi di finale                                       | -                                                                      | 67’                                                                    |
| 7-2-2007                                                               | Detroit                                                                | Stati Uniti                                                            | 2 – 0                                                                  | Messico                                                                | Amichevole                                                             | -                                                                      | 46’                                                                    |
| 28-2-2007                                                              | San Diego                                                              | Venezuela                                                              | 1 – 3                                                                  | Messico                                                                | Amichevole                                                             | 1                                                                      | 38’                                                                    |
| 25-3-2007                                                              | Monterrey                                                              | Messico                                                                | 2 – 1                                                                  | Paraguay                                                               | Amichevole                                                             | -                                                                      | 85’                                                                    |
| 28-3-2007                                                              | Oakland                                                                | Messico                                                                | 4 – 2                                                                  | Ecuador                                                                | Amichevole                                                             | -                                                                      |                                                                        |
| 2-6-2007                                                               | San Luis Potosí                                                        | Messico                                                                | 4 – 0                                                                  | Iran                                                                   | Amichevole                                                             | -                                                                      |                                                                        |
| 5-6-2007                                                               | Città del Messico                                                      | Messico                                                                | 0 – 1                                                                  | Paraguay                                                               | Amichevole                                                             | -                                                                      |                                                                        |
| 8-6-2007                                                               | East Rutherford                                                        | Messico                                                                | 2 – 1                                                                  | Cuba                                                                   | Gold Cup 2007 - 1º turno                                               | -                                                                      | 86’                                                                    |
| 10-6-2007                                                              | East Rutherford                                                        | Honduras                                                               | 2 – 1                                                                  | Messico                                                                | Gold Cup 2007 - 1º turno                                               | -                                                                      | 72’                                                                    |
| 13-6-2007                                                              | Houston                                                                | Messico                                                                | 1 – 0                                                                  | Panama                                                                 | Gold Cup 2007 - 1º turno                                               | -                                                                      |                                                                        |
| 17-6-2007                                                              | Houston                                                                | Costa Rica                                                             | 0 – 1 dts                                                              | Messico                                                                | Gold Cup 2007 - Quarti di finale                                       | -                                                                      | 83’                                                                    |
| 21-6-2007                                                              | Chicago                                                                | Messico                                                                | 1 – 0                                                                  | Guadalupa                                                              | Gold Cup 2007 - Semifinale                                             | -                                                                      | 46’                                                                    |
| 24-6-2007                                                              | Chicago                                                                | Stati Uniti                                                            | 2 – 1                                                                  | Messico                                                                | Gold Cup 2007 - Finale                                                 | 1                                                                      |                                                                        |
| 4-7-2007                                                               | Puerto La Cruz                                                         | Cile                                                                   | 0 – 0                                                                  | Messico                                                                | Coppa America 2007 - 1º turno                                          | -                                                                      | 42’ 46’                                                                |
| 8-7-2007                                                               | Maturín                                                                | Messico                                                                | 6 – 0                                                                  | Paraguay                                                               | Coppa America 2007 - Quarti di finale                                  | -                                                                      |                                                                        |
| 11-7-2007                                                              | Puerto Ordaz                                                           | Argentina                                                              | 3 – 0                                                                  | Messico                                                                | Coppa America 2007 - Semifinale                                        | -                                                                      |                                                                        |
| 14-7-2007                                                              | Caracas                                                                | Messico                                                                | 3 – 1                                                                  | Uruguay                                                                | Coppa America 2007 - Finale 3º posto                                   | 1                                                                      | 65’                                                                    |
| 9-9-2007                                                               | Puebla                                                                 | Messico                                                                | 1 – 0                                                                  | Panama                                                                 | Amichevole                                                             | -                                                                      |                                                                        |
| 12-9-2007                                                              | Foxborough                                                             | Brasile                                                                | 3 – 1                                                                  | Messico                                                                | Amichevole                                                             | -                                                                      | 68’                                                                    |
| 14-10-2007                                                             | Ciudad Juárez                                                          | Messico                                                                | 2 – 2                                                                  | Nigeria                                                                | Amichevole                                                             | -                                                                      |                                                                        |
| 17-10-2007                                                             | Los Angeles                                                            | Guatemala                                                              | 3 – 2                                                                  | Messico                                                                | Amichevole                                                             | -                                                                      |                                                                        |
| 26-3-2008                                                              | Londra                                                                 | Messico                                                                | 2 – 1                                                                  | Ghana                                                                  | Amichevole                                                             | -                                                                      |                                                                        |
| 4-6-2008                                                               | San Diego                                                              | Argentina                                                              | 4 – 1                                                                  | Messico                                                                | Amichevole                                                             | -                                                                      | 56’                                                                    |
| 8-6-2008                                                               | Chicago                                                                | Messico                                                                | 4 – 0                                                                  | Perù                                                                   | Amichevole                                                             | 1                                                                      | 72’                                                                    |
| 15-6-2008                                                              | Houston                                                                | Belize                                                                 | 0 – 2                                                                  | Messico                                                                | Qual. Mondiali 2010                                                    | -                                                                      | 56’                                                                    |
| 21-6-2008                                                              | Monterrey                                                              | Messico                                                                | 7 – 0                                                                  | Belize                                                                 | Qual. Mondiali 2010                                                    | 1                                                                      | 48’                                                                    |
| 20-8-2008                                                              | Città del Messico                                                      | Messico                                                                | 2 – 1                                                                  | Honduras                                                               | Qual. Mondiali 2010                                                    | -                                                                      |                                                                        |
| 6-9-2008                                                               | Città del Messico                                                      | Messico                                                                | 3 – 0                                                                  | Giamaica                                                               | Qual. Mondiali 2010                                                    | 1                                                                      |                                                                        |
| 10-9-2008                                                              | Tijuana                                                                | Messico                                                                | 2 – 1                                                                  | Canada                                                                 | Qual. Mondiali 2010                                                    | -                                                                      | 41’                                                                    |
| 15-10-2008                                                             | Edmonton                                                               | Canada                                                                 | 2 – 2                                                                  | Messico                                                                | Qual. Mondiali 2010                                                    | -                                                                      |                                                                        |
| 19-11-2008                                                             | San Pedro Sula                                                         | Honduras                                                               | 1 – 0                                                                  | Messico                                                                | Qual. Mondiali 2010                                                    | -                                                                      |                                                                        |
| 28-3-2009                                                              | Città del Messico                                                      | Messico                                                                | 2 – 0                                                                  | Costa Rica                                                             | Qual. Mondiali 2010                                                    | -                                                                      | 79’                                                                    |
| 1-4-2009                                                               | San Pedro Sula                                                         | Honduras                                                               | 3 – 1                                                                  | Messico                                                                | Qual. Mondiali 2010                                                    | -                                                                      |                                                                        |
| 6-6-2009                                                               | San Salvador                                                           | El Salvador                                                            | 2 – 1                                                                  | Messico                                                                | Qual. Mondiali 2010                                                    | -                                                                      | 79’                                                                    |
| 10-6-2009                                                              | Città del Messico                                                      | Messico                                                                | 2 – 1                                                                  | Trinidad e Tobago                                                      | Qual. Mondiali 2010                                                    | -                                                                      |                                                                        |
| 12-8-2009                                                              | Monterrey                                                              | Messico                                                                | 2 – 1                                                                  | Stati Uniti                                                            | Qual. Mondiali 2010                                                    | -                                                                      | 70’                                                                    |
| 5-9-2009                                                               | San José                                                               | Costa Rica                                                             | 0 – 3                                                                  | Messico                                                                | Qual. Mondiali 2010                                                    | 1                                                                      | 68’                                                                    |
| 9-9-2009                                                               | Guadalajara                                                            | Messico                                                                | 1 – 0                                                                  | Honduras                                                               | Qual. Mondiali 2010                                                    | -                                                                      |                                                                        |
| 10-10-2009                                                             | Città del Messico                                                      | Messico                                                                | 4 – 1                                                                  | El Salvador                                                            | Qual. Mondiali 2010                                                    | -                                                                      | 89’                                                                    |
| 14-10-2009                                                             | Port of Spain                                                          | Trinidad e Tobago                                                      | 2 – 2                                                                  | Messico                                                                | Qual. Mondiali 2010                                                    | -                                                                      | 46’                                                                    |
| 3-3-2010                                                               | Pasadena                                                               | Messico                                                                | 2 – 0                                                                  | Nuova Zelanda                                                          | Amichevole                                                             | -                                                                      | 61’                                                                    |
| 7-5-2010                                                               | East Rutherford                                                        | Ecuador                                                                | 0 – 0                                                                  | Messico                                                                | Amichevole                                                             | -                                                                      | 75’                                                                    |
| 10-5-2010                                                              | Chicago                                                                | Messico                                                                | 1 – 0                                                                  | Senegal                                                                | Amichevole                                                             | -                                                                      | 46’                                                                    |
| 13-5-2010                                                              | Houston                                                                | Angola                                                                 | 0 – 1                                                                  | Messico                                                                | Amichevole                                                             | 1                                                                      |                                                                        |
| 16-5-2010                                                              | Città del Messico                                                      | Messico                                                                | 1 – 0                                                                  | Cile                                                                   | Amichevole                                                             | -                                                                      | 63’                                                                    |
| 24-5-2010                                                              | Londra                                                                 | Inghilterra                                                            | 3 – 1                                                                  | Messico                                                                | Amichevole                                                             | -                                                                      | 61’                                                                    |
| 26-5-2010                                                              | Friburgo in Brisgovia                                                  | Paesi Bassi                                                            | 2 – 1                                                                  | Messico                                                                | Amichevole                                                             | -                                                                      | 46’                                                                    |
| 30-5-2010                                                              | Bayreuth                                                               | Gambia                                                                 | 1 – 5                                                                  | Messico                                                                | Amichevole                                                             | -                                                                      |                                                                        |
| 3-6-2010                                                               | Bruxelles                                                              | Messico                                                                | 2 – 1                                                                  | Italia                                                                 | Amichevole                                                             | -                                                                      | 85’                                                                    |
| 11-6-2010                                                              | Johannesburg                                                           | Sudafrica                                                              | 1 – 1                                                                  | Messico                                                                | Mondiali 2010 - 1º turno                                               | -                                                                      | 55’                                                                    |
| 22-6-2010                                                              | Rustenburg                                                             | Messico                                                                | 0 – 1                                                                  | Uruguay                                                                | Mondiali 2010 - 1º turno                                               | -                                                                      | 46’                                                                    |
| 27-6-2010                                                              | Johannesburg                                                           | Argentina                                                              | 3 – 1                                                                  | Messico                                                                | Mondiali 2010 - Ottavi di finale                                       | -                                                                      | 61’                                                                    |
| 11-8-2010                                                              | Città del Messico                                                      | Messico                                                                | 1 – 1                                                                  | Spagna                                                                 | Amichevole                                                             | -                                                                      | 69’                                                                    |
| 4-9-2010                                                               | Guadalajara                                                            | Messico                                                                | 1 – 2                                                                  | Ecuador                                                                | Amichevole                                                             | -                                                                      |                                                                        |
| 7-9-2010                                                               | Monterrey                                                              | Messico                                                                | 1 – 0                                                                  | Colombia                                                               | Amichevole                                                             | -                                                                      | 67’                                                                    |
| 26-3-2011                                                              | Oakland                                                                | Messico                                                                | 3 – 1                                                                  | Paraguay                                                               | Amichevole                                                             | 1                                                                      | 64’                                                                    |
| 29-3-2011                                                              | San Diego                                                              | Venezuela                                                              | 1 – 1                                                                  | Messico                                                                | Amichevole                                                             | -                                                                      | 46’                                                                    |
| 26-5-2011                                                              | Seattle                                                                | Messico                                                                | 1 – 1                                                                  | Ecuador                                                                | Amichevole                                                             | -                                                                      |                                                                        |
| 1-6-2011                                                               | Denver                                                                 | Messico                                                                | 3 – 0                                                                  | Nuova Zelanda                                                          | Amichevole                                                             | -                                                                      | 46’                                                                    |
| 5-6-2011                                                               | Arlington                                                              | Messico                                                                | 5 – 0                                                                  | El Salvador                                                            | Gold Cup 2011 - 1º turno                                               | -                                                                      | 74’                                                                    |
| 9-6-2011                                                               | Charlotte                                                              | Cuba                                                                   | 0 – 5                                                                  | Messico                                                                | Gold Cup 2011 - 1º turno                                               | -                                                                      | 66’                                                                    |
| 12-6-2011                                                              | Chicago                                                                | Messico                                                                | 5 – 1                                                                  | Costa Rica                                                             | Gold Cup 2011 - 1º turno                                               | 2                                                                      | 59’                                                                    |
| 18-6-2011                                                              | East Rutherford                                                        | Messico                                                                | 2 – 1                                                                  | Guatemala                                                              | Gold Cup 2011 - Quarti di finale                                       | -                                                                      |                                                                        |
| 22-6-2011                                                              | Houston                                                                | Messico                                                                | 2 – 0                                                                  | Honduras                                                               | Gold Cup 2011 - Semifinale                                             | -                                                                      | 53’                                                                    |
| 25-6-2011                                                              | Pasadena                                                               | Stati Uniti                                                            | 2 – 4                                                                  | Messico                                                                | Gold Cup 2011 - Finale                                                 | 1                                                                      |                                                                        |
| 10-8-2011                                                              | Filadelfia                                                             | Stati Uniti                                                            | 1 – 1                                                                  | Messico                                                                | Amichevole                                                             | -                                                                      |                                                                        |
| 2-9-2011                                                               | Varsavia                                                               | Polonia                                                                | 1 – 1                                                                  | Messico                                                                | Amichevole                                                             | -                                                                      |                                                                        |
| 4-9-2011                                                               | León                                                                   | Messico                                                                | 1 – 0                                                                  | Cile                                                                   | Amichevole                                                             | 1                                                                      | 65’                                                                    |
| 11-10-2011                                                             | Rio de Janeiro                                                         | Brasile                                                                | 2 – 1                                                                  | Messico                                                                | Amichevole                                                             | -                                                                      |                                                                        |
| 11-11-2011                                                             | Querétaro                                                              | Messico                                                                | 2 – 0                                                                  | Serbia                                                                 | Amichevole                                                             | -                                                                      | 87’                                                                    |
| 29-2-2012                                                              | Miami                                                                  | Colombia                                                               | 2 – 0                                                                  | Messico                                                                | Amichevole                                                             | -                                                                      |                                                                        |
| 31-5-2012                                                              | Chicago                                                                | Messico                                                                | 2 – 1                                                                  | Bosnia ed Erzegovina                                                   | Amichevole                                                             | -                                                                      | 58’                                                                    |
| 3-6-2012                                                               | Boston                                                                 | Messico                                                                | 2 – 0                                                                  | Brasile                                                                | Amichevole                                                             | -                                                                      | 83’                                                                    |
| 8-6-2012                                                               | Città del Messico                                                      | Messico                                                                | 3 – 1                                                                  | Guyana                                                                 | Qual. Mondiali 2014                                                    | -                                                                      |                                                                        |
| 12-6-2012                                                              | San Salvador                                                           | El Salvador                                                            | 1 – 2                                                                  | Messico                                                                | Qual. Mondiali 2014                                                    | -                                                                      | 66’                                                                    |
| 15-8-2012                                                              | Città del Messico                                                      | Messico                                                                | 0 – 1                                                                  | Stati Uniti                                                            | Amichevole                                                             | -                                                                      |                                                                        |
| 7-9-2012                                                               | San José                                                               | Costa Rica                                                             | 0 – 2                                                                  | Messico                                                                | Qual. Mondiali 2014                                                    | -                                                                      |                                                                        |
| 11-9-2012                                                              | Città del Messico                                                      | Messico                                                                | 1 – 0                                                                  | Costa Rica                                                             | Qual. Mondiali 2014                                                    | -                                                                      |                                                                        |
| 12-10-2012                                                             | Houston                                                                | Messico                                                                | 5 – 0                                                                  | Guyana                                                                 | Qual. Mondiali 2014                                                    | 1                                                                      |                                                                        |
| 16-10-2012                                                             | Torreón                                                                | Messico                                                                | 2 – 0                                                                  | El Salvador                                                            | Qual. Mondiali 2014                                                    | -                                                                      | 68’                                                                    |
| 6-2-2013                                                               | Città del Messico                                                      | Messico                                                                | 0 – 0                                                                  | Giamaica                                                               | Qual. Mondiali 2014                                                    | -                                                                      | 78’                                                                    |
| 22-3-2013                                                              | San Pedro Sula                                                         | Honduras                                                               | 2 – 2                                                                  | Messico                                                                | Qual. Mondiali 2014                                                    | -                                                                      |                                                                        |
| 26-3-2013                                                              | Città del Messico                                                      | Messico                                                                | 0 – 0                                                                  | Stati Uniti                                                            | Qual. Mondiali 2014                                                    | -                                                                      |                                                                        |
| 31-5-2013                                                              | Detroit                                                                | Messico                                                                | 2 – 2                                                                  | Nigeria                                                                | Amichevole                                                             | -                                                                      | 64’                                                                    |
| 4-6-2013                                                               | Kingston                                                               | Giamaica                                                               | 0 – 1                                                                  | Messico                                                                | Qual. Mondiali 2014                                                    | -                                                                      |                                                                        |
| 7-6-2013                                                               | Panama                                                                 | Panama                                                                 | 0 – 0                                                                  | Messico                                                                | Qual. Mondiali 2014                                                    | -                                                                      |                                                                        |
| 11-6-2013                                                              | Città del Messico                                                      | Messico                                                                | 0 – 0                                                                  | Costa Rica                                                             | Qual. Mondiali 2014                                                    | -                                                                      |                                                                        |
| 16-6-2013                                                              | Rio de Janeiro                                                         | Messico                                                                | 1 – 2                                                                  | Italia                                                                 | Conf. Cup 2013 - 1º turno                                              | -                                                                      |                                                                        |
| 18-6-2013                                                              | Fortaleza                                                              | Brasile                                                                | 2 – 0                                                                  | Messico                                                                | Conf. Cup 2013 - 1º turno                                              | -                                                                      | 21’                                                                    |
| 22-6-2013                                                              | Belo Horizonte                                                         | Giappone                                                               | 1 – 2                                                                  | Messico                                                                | Conf. Cup 2013 - 1º turno                                              | -                                                                      | 71’                                                                    |
| 6-9-2013                                                               | Città del Messico                                                      | Messico                                                                | 1 – 2                                                                  | Honduras                                                               | Qual. Mondiali 2014                                                    | -                                                                      | 66’                                                                    |
| 10-9-2013                                                              | Columbus                                                               | Stati Uniti                                                            | 2 – 0                                                                  | Messico                                                                | Qual. Mondiali 2014                                                    | -                                                                      |                                                                        |
| 5-3-2014                                                               | Atlanta                                                                | Messico                                                                | 0 – 0                                                                  | Nigeria                                                                | Amichevole                                                             | -                                                                      |                                                                        |
| 28-5-3014                                                              | Città del Messico                                                      | Messico                                                                | 3 – 0                                                                  | Israele                                                                | Amichevole                                                             | -                                                                      |                                                                        |
| 31-5-2014                                                              | Arlington                                                              | Messico                                                                | 3 – 1                                                                  | Ecuador                                                                | Amichevole                                                             | -                                                                      | 50’                                                                    |
| 3-6-2014                                                               | Chicago                                                                | Messico                                                                | 0 – 1                                                                  | Bosnia ed Erzegovina                                                   | Amichevole                                                             | -                                                                      | 63’                                                                    |
| 6-6-2014                                                               | Foxborough                                                             | Portogallo                                                             | 1 – 0                                                                  | Messico                                                                | Amichevole                                                             | -                                                                      | 77’                                                                    |
| 13-6-2014                                                              | Natal                                                                  | Messico                                                                | 1 – 0                                                                  | Camerun                                                                | Mondiali 2014 - 1º turno                                               | -                                                                      | 69’                                                                    |
| 17-6-2014                                                              | Fortaleza                                                              | Brasile                                                                | 0 – 0                                                                  | Messico                                                                | Mondiali 2014 - 1º turno                                               | -                                                                      |                                                                        |
| 23-6-2014                                                              | Recife                                                                 | Croazia                                                                | 1 – 3                                                                  | Messico                                                                | Mondiali 2014 - 1º turno                                               | 1                                                                      | 84’                                                                    |
| 29-6-2014                                                              | Fortaleza                                                              | Paesi Bassi                                                            | 2 – 1                                                                  | Messico                                                                | Mondiali 2014 - Ottavi di finale                                       | -                                                                      | 90’                                                                    |
| 6-9-2014                                                               | Santa Clara Pueblo                                                     | Messico                                                                | 0 – 0                                                                  | Cile                                                                   | Amichevole                                                             | -                                                                      | 80’                                                                    |
| 9-9-2014                                                               | Commerce City                                                          | Messico                                                                | 1 – 0                                                                  | Bolivia                                                                | Amichevole                                                             | -                                                                      | 67’                                                                    |
| 12-11-2014                                                             | Amsterdam                                                              | Paesi Bassi                                                            | 2 – 3                                                                  | Messico                                                                | Amichevole                                                             | -                                                                      | 88’                                                                    |
| 18-11-2014                                                             | Barysaŭ                                                                | Bielorussia                                                            | 3 – 2                                                                  | Messico                                                                | Amichevole                                                             | -                                                                      | 65’                                                                    |
| 28-3-2015                                                              | Los Angeles                                                            | Messico                                                                | 1 – 0                                                                  | Ecuador                                                                | Amichevole                                                             | -                                                                      |                                                                        |
| 27-6-2015                                                              | Orlando                                                                | Costa Rica                                                             | 2 – 2                                                                  | Messico                                                                | Amichevole                                                             | -                                                                      | 80’                                                                    |
| 1-7-2015                                                               | Houston                                                                | Messico                                                                | 0 – 0                                                                  | Honduras                                                               | Amichevole                                                             | -                                                                      | 87’                                                                    |
| 9-7-2015                                                               | Chicago                                                                | Messico                                                                | 6 – 0                                                                  | Cuba                                                                   | Gold Cup 2015 - 1º turno                                               | 1                                                                      | 72’                                                                    |
| 12-7-2015                                                              | Glendale                                                               | Guatemala                                                              | 0 – 0                                                                  | Messico                                                                | Gold Cup 2015 - 1º turno                                               | -                                                                      |                                                                        |
| 15-7-2015                                                              | Charlotte                                                              | Messico                                                                | 4 – 4                                                                  | Trinidad e Tobago                                                      | Gold Cup 2015 - 1º turno                                               | 1                                                                      |                                                                        |
| 19-7-2015                                                              | East Rutherford                                                        | Messico                                                                | 1 – 0 dts                                                              | Costa Rica                                                             | Gold Cup 2015 - Quarti di finale                                       | 1                                                                      |                                                                        |
| 22-7-2015                                                              | Atlanta                                                                | Panama                                                                 | 1 – 2 dts                                                              | Messico                                                                | Gold Cup 2015 - Semifinale                                             | 2                                                                      |                                                                        |
| 26-7-2015                                                              | Filadelfia                                                             | Messico                                                                | 3 – 1                                                                  | Giamaica                                                               | Gold Cup 2015 - Finale                                                 | 1                                                                      | 62’                                                                    |
| 8-9-2015                                                               | Dallas                                                                 | Argentina                                                              | 2 – 2                                                                  | Messico                                                                | Amichevole                                                             | -                                                                      |                                                                        |
| 10-10-2015                                                             | Pasadena                                                               | Stati Uniti                                                            | 2 – 3                                                                  | Messico                                                                | Amichevole                                                             | -                                                                      | 80’                                                                    |
| 13-11-2015                                                             | Città del Messico                                                      | Messico                                                                | 3 – 0                                                                  | El Salvador                                                            | Qual. Mondiali 2018                                                    | 1                                                                      |                                                                        |
| 17-11-2015                                                             | San Pedro Sula                                                         | Honduras                                                               | 0 – 2                                                                  | Messico                                                                | Qual. Mondiali 2018                                                    | -                                                                      |                                                                        |
| 25-3-2016                                                              | Vancouver                                                              | Canada                                                                 | 0 – 3                                                                  | Messico                                                                | Qual. Mondiali 2018                                                    | -                                                                      |                                                                        |
| 29-3-2016                                                              | Città del Messico                                                      | Messico                                                                | 2 – 0                                                                  | Canada                                                                 | Qual. Mondiali 2018                                                    | 1                                                                      | cap.                                                                   |
| 28-5-2016                                                              | Atlanta                                                                | Messico                                                                | 1 – 0                                                                  | Paraguay                                                               | Amichevole                                                             | 1                                                                      | 56’                                                                    |
| 1-6-2016                                                               | San Diego                                                              | Cile                                                                   | 0 – 1                                                                  | Messico                                                                | Amichevole                                                             | -                                                                      | 46’                                                                    |
| 5-6-2016                                                               | Glendale                                                               | Uruguay                                                                | 1 – 3                                                                  | Messico                                                                | Coppa America 2016 - 1º turno                                          | -                                                                      | cap. 73’                                                               |
| 13-6-2016                                                              | Houston                                                                | Messico                                                                | 1 – 1                                                                  | Venezuela                                                              | Coppa America 2016 - 1º turno                                          | -                                                                      | cap.                                                                   |
| 18-6-2016                                                              | Santa Clara                                                            | Cile                                                                   | 7 – 0                                                                  | Messico                                                                | Coppa America 2016 - 1º turno                                          | -                                                                      | cap. 59’                                                               |
| 2-9-2016                                                               | San Salvador                                                           | El Salvador                                                            | 1 – 3                                                                  | Messico                                                                | Qual. Mondiali 2018                                                    | -                                                                      |                                                                        |
| 6-9-2016                                                               | Città del Messico                                                      | Messico                                                                | 0 – 0                                                                  | Honduras                                                               | Qual. Mondiali 2018                                                    | -                                                                      | cap.                                                                   |
| 11-11-2016                                                             | New York                                                               | Stati Uniti                                                            | 1 – 2                                                                  | Messico                                                                | Qual. Mondiali 2018                                                    | -                                                                      | 28’                                                                    |
| 27-5-2017                                                              | Los Angeles                                                            | Messico                                                                | 1 – 2                                                                  | Croazia                                                                | Amichevole                                                             | -                                                                      | 46’                                                                    |
| 18-6-2017                                                              | Kazan'                                                                 | Portogallo                                                             | 2 – 2                                                                  | Messico                                                                | Conf. Cup 2017 - 1º turno                                              | -                                                                      | 73’                                                                    |
| 21-6-2017                                                              | Kazan'                                                                 | Messico                                                                | 2 – 1                                                                  | Russia                                                                 | Conf. Cup 2017 - 1º turno                                              | -                                                                      | 15’, 70’                                                               |
| 2-7-2017                                                               | Mosca                                                                  | Portogallo                                                             | 2 – 1 dts                                                              | Messico                                                                | Conf. Cup 2017 - Finale 3º posto                                       | -                                                                      | 80’                                                                    |
| 2-9-2017                                                               | Città del Messico                                                      | Messico                                                                | 1 – 0                                                                  | Panama                                                                 | Qual. Mondiali 2018                                                    | -                                                                      | cap.                                                                   |
| 5-9-2017                                                               | San José                                                               | Costa Rica                                                             | 1 – 1                                                                  | Messico                                                                | Qual. Mondiali 2018                                                    | -                                                                      | 63’                                                                    |
| 6-10-2017                                                              | San Luis Potosí                                                        | Messico                                                                | 3 – 1                                                                  | Trinidad e Tobago                                                      | Qual. Mondiali 2018                                                    | -                                                                      | cap.                                                                   |
| 10-10-2017                                                             | San Pedro Sula                                                         | Honduras                                                               | 3 – 2                                                                  | Messico                                                                | Qual. Mondiali 2018                                                    | -                                                                      | 59’                                                                    |
| 10-11-2017                                                             | Bruxelles                                                              | Belgio                                                                 | 3 – 3                                                                  | Messico                                                                | Amichevole                                                             | 1                                                                      | cap. 69’                                                               |
| 13-11-2017                                                             | Danzica                                                                | Polonia                                                                | 0 – 1                                                                  | Messico                                                                | Amichevole                                                             | -                                                                      | cap.                                                                   |
| 23-3-2018                                                              | Santa Clara                                                            | Messico                                                                | 3 – 0                                                                  | Islanda                                                                | Amichevole                                                             | -                                                                      | cap. 59’                                                               |
| 27-3-2018                                                              | Arlington                                                              | Messico                                                                | 0 – 1                                                                  | Croazia                                                                | Amichevole                                                             | -                                                                      | 61’                                                                    |
| 9-6-2018                                                               | Brøndby                                                                | Danimarca                                                              | 2 – 0                                                                  | Messico                                                                | Amichevole                                                             | -                                                                      | cap. 46’                                                               |
| 17-6-2018                                                              | Mosca                                                                  | Germania                                                               | 0 – 1                                                                  | Messico                                                                | Mondiali 2018 - 1º turno                                               | -                                                                      | cap. 74’                                                               |
| 23-6-2018                                                              | Rostov sul Don                                                         | Corea del Sud                                                          | 1 – 2                                                                  | Messico                                                                | Mondiali 2018 - 1º turno                                               | -                                                                      | cap. 68’                                                               |
| 27-6-2018                                                              | Ekaterinburg                                                           | Messico                                                                | 0 – 3                                                                  | Svezia                                                                 | Mondiali 2018 - 1º turno                                               | -                                                                      | cap. 75’                                                               |
| 2-7-2018                                                               | Samara                                                                 | Brasile                                                                | 2 – 0                                                                  | Messico                                                                | Mondiali 2018 - Ottavi di finale                                       | -                                                                      | 90+2’                                                                  |
| 23-3-2019                                                              | San Diego                                                              | Messico                                                                | 3 – 1                                                                  | Cile                                                                   | Amichevole                                                             | -                                                                      | cap. 13’ 75’                                                           |
| 6-6-2019                                                               | Atlanta                                                                | Messico                                                                | 3 – 1                                                                  | Venezuela                                                              | Amichevole                                                             | 1                                                                      | 68’                                                                    |
| 11-6-2019                                                              | Arlington                                                              | Messico                                                                | 3 – 2                                                                  | Ecuador                                                                | Amichevole                                                             | -                                                                      | cap.                                                                   |
| 16-6-2019                                                              | Pasadena                                                               | Messico                                                                | 7 – 0                                                                  | Cuba                                                                   | Gold Cup 2019 - 1º turno                                               | -                                                                      | cap.                                                                   |
| 19-6-2019                                                              | Denver                                                                 | Messico                                                                | 3 – 1                                                                  | Canada                                                                 | Gold Cup 2019 - 1º turno                                               | 2                                                                      | 37’ cap.                                                               |
| 23-6-2019                                                              | Charlotte                                                              | Martinica                                                              | 2 – 3                                                                  | Messico                                                                | Gold Cup 2019 - 1º turno                                               | -                                                                      | cap. 36’ 67’                                                           |
| 29-6-2019                                                              | Houston                                                                | Messico                                                                | 1 – 1 dts (5-4 dtr)                                                    | Costa Rica                                                             | Gold Cup 2019 - Quarti di finale                                       | -                                                                      | Cap. 84’                                                               |
| 3-7-2019                                                               | Glendale                                                               | Haiti                                                                  | 0 – 1 dts                                                              | Messico                                                                | Gold Cup 2019 - Semifinale                                             | -                                                                      | Cap. 68’                                                               |
| 8-7-2019                                                               | Chicago                                                                | Messico                                                                | 1 – 0                                                                  | Stati Uniti                                                            | Gold Cup 2019 - Finale                                                 | -                                                                      | Cap. 89’                                                               |
| 6-9-2019                                                               | East Rutherford                                                        | Stati Uniti                                                            | 0 – 3                                                                  | Messico                                                                | Amichevole                                                             | -                                                                      | cap. 77’                                                               |
| 7-10-2020                                                              | Amsterdam                                                              | Paesi Bassi                                                            | 0 – 1                                                                  | Messico                                                                | Amichevole                                                             | -                                                                      | cap. 62’                                                               |
| 13-10-2020                                                             | L'Aia                                                                  | Algeria                                                                | 2 – 2                                                                  | Messico                                                                | Amichevole                                                             | -                                                                      | 64’                                                                    |
| 27-3-2021                                                              | Cardiff                                                                | Galles                                                                 | 1 – 0                                                                  | Messico                                                                | Amichevole                                                             | -                                                                      | cap. 62’                                                               |
| 29-5-2021                                                              | Arlington                                                              | Messico                                                                | 2 – 1                                                                  | Islanda                                                                | Amichevole                                                             | -                                                                      | cap.                                                                   |
| 3-6-2021                                                               | Denver                                                                 | Messico                                                                | 0 – 0 dts (5 – 4 dtr)                                                  | Costa Rica                                                             | CONCACAF Nations League 2019-2020 - Semifinale                         | -                                                                      | cap. 58’                                                               |
| 7-6-2021                                                               | Denver                                                                 | Stati Uniti                                                            | 3 – 2 dts                                                              | Messico                                                                | CONCACAF Nations League 2019-2020 - Finale                             | -                                                                      | 100’ 120+4’                                                            |
| 2-9-2021                                                               | Città del Messico                                                      | Messico                                                                | 2 – 1                                                                  | Giamaica                                                               | Qual. Mondiali 2022                                                    | -                                                                      | 90+1’                                                                  |
| 5-9-2021                                                               | San José                                                               | Costa Rica                                                             | 0 – 1                                                                  | Messico                                                                | Qual. Mondiali 2022                                                    | -                                                                      | 86’                                                                    |
| 8-9-2021                                                               | Panama                                                                 | Panama                                                                 | 1 – 1                                                                  | Messico                                                                | Qual. Mondiali 2022                                                    | -                                                                      | 46’                                                                    |
| 7-10-2021                                                              | Città del Messico                                                      | Messico                                                                | 1 – 1                                                                  | Canada                                                                 | Qual. Mondiali 2022                                                    | -                                                                      | cap.                                                                   |
| 17-11-2021                                                             | Edmonton                                                               | Canada                                                                 | 2 – 1                                                                  | Messico                                                                | Qual. Mondiali 2022                                                    | -                                                                      | 74’                                                                    |
| 27-1-2022                                                              | Kingston                                                               | Giamaica                                                               | 1 – 2                                                                  | Messico                                                                | Qual. Mondiali 2022                                                    | -                                                                      | cap. 54’                                                               |
| 2-2-2022                                                               | Città del Messico                                                      | Messico                                                                | 1 – 0                                                                  | Panama                                                                 | Qual. Mondiali 2022                                                    | -                                                                      | cap.                                                                   |
| 28-5-2022                                                              | Arlington                                                              | Messico                                                                | 2 – 1                                                                  | Nigeria                                                                | Amichevole                                                             | -                                                                      | cap.                                                                   |
| 6-6-2022                                                               | Chicago                                                                | Messico                                                                | 0 – 0                                                                  | Ecuador                                                                | Amichevole                                                             | -                                                                      | 28’ 89’                                                                |
| 25-9-2022                                                              | Pasadena                                                               | Messico                                                                | 1 – 0                                                                  | Perù                                                                   | Amichevole                                                             | -                                                                      | 68’                                                                    |
| 28-9-2022                                                              | Santa Clara                                                            | Messico                                                                | 2 – 3                                                                  | Colombia                                                               | Amichevole                                                             | -                                                                      | 61’                                                                    |
| 16-11-2022                                                             | Girona                                                                 | Messico                                                                | 1 – 2                                                                  | Svezia                                                                 | Amichevole                                                             | -                                                                      | 46’                                                                    |
| 26-11-2022                                                             | Lusail                                                                 | Argentina                                                              | 2 – 0                                                                  | Messico                                                                | Mondiali 2022 - 1º turno                                               | -                                                                      | cap. 42’                                                               |
| 15-10-2024                                                             | Guadalajara                                                            | Messico                                                                | 2 – 0                                                                  | Stati Uniti                                                            | Amichevole                                                             | -                                                                      | cap. 19’                                                               |
| Totale                                                                 |                                                                        | Presenze (1º posto)                                                    | 182                                                                    |                                                                        | Reti                                                                   | 28                                                                     |                                                                        |

## Palmarès

### Club
- Segunda División: 1

Deportivo La Coruña: 2011-2012
- Campionato olandese: 2

PSV Eindhoven: 2014-2015, 2015-2016
- Supercoppa dei Paesi Bassi: 2

PSV Eindhoven: 2015, 2016
- Coppa di Spagna: 1

Betis: 2021-2022

### Nazionale
- Gold Cup: 3

2011, 2015, 2019

### Individuale
- Squadra maschile CONCACAF del decennio 2011-2020 IFFHS: 1

2020